# ساختمان قنبري (فسارود)
ساختمان قنبري (بالإنجليزية: Sakhteman-e Qanbari)‏ هي منطقة سكنية تقع في إيران في فارس. يقدر عدد سكانها بـ 713 نسمة .